# St. Johnstone FC
St. Johnstone Football Club er en skotsk fodboldklub, der er lokaliseret i byen Perth. Klubben spiller til dagligt i Scottish Premiership. Til trods for at klubben officielt er stiftet i 1884, så spillede klubben først sin første kamp i februar 1885. Klubbens hjemmebane har siden 1989 været McDiarmid Park. Klubbens første Scottish Cup deltagelse var i 1886–87 og de tilsluttede sig Scottish Football League i 1911–12.
St Johnstone vandt Scottish Football League First Division, den næstøverste række i Skotland, i 2008–09. Dermed rykkede de op i Scottish Premier League og de var igen med i den øverste række efter syv års fravær. Klubben har historisk set været en "yo-yo-klub" mellem de to divisioner. Deres traditionelle rivaler er de to Dundee-klubber, Dundee og Dundee United, hvor kampene mellem St. Johnstone og et af de to klubber kaldes for Tayside derbies.
Klubben vandt sin første Scottish Cup i 2014 med en 2–0 sejr over Dundee United. De har været i to Scottish League Cup-finaler i henholdsvis 1969 og 1998, men de tabte begge finaler. St. Johnstone har seks gange været kvalificeret til UEFA-kampe (fire sæsoner i træk: 2012-13, 2013-14, 2014-15, 2015-16. Deres højeste ligaplacering var en tredjeplads ved tre lejligheder: 1971, 1999 og 2013.

## Historiske slutplaceringer
| Sæson     | Niveau | Liga         | Placering | Kilde  |
| --------- | ------ | ------------ | --------- | ------ |
| 2025–2026 | 2.     | Championship | .         | [ 1 ]  |
| 2024–2025 | 1.     | Premiership  | 12.       | [ 2 ]  |
| 2023–2024 | 1.     | Premiership  | 11.       | [ 3 ]  |
| 2022–2023 | 1.     | Premiership  | 9.        | [ 4 ]  |
| 2021–2022 | 1.     | Premiership  | 11.       | [ 5 ]  |
| 2020–2021 | 1.     | Premiership  | 5.        | [ 6 ]  |
| 2019–2020 | 1.     | Premiership  | 6.        | [ 7 ]  |
| 2018–2019 | 1.     | Premiership  | 7.        | [ 8 ]  |
| 2017–2018 | 1.     | Premiership  | 8.        | [ 9 ]  |
| 2016–2017 | 1.     | Premiership  | 4.        | [ 10 ] |
| 2015–2016 | 1.     | Premiership  | 4.        | [ 11 ] |
| 2014–2015 | 1.     | Premiership  | 4.        | [ 12 ] |
| 2013–2014 | 1.     | Premiership  | 6.        | [ 13 ] |
| 2012–2013 | 1.     | Premiership  | 3.        | [ 14 ] |
| 2011–2012 | 1.     | Premiership  | 6.        | [ 15 ] |
| 2010–2011 | 1.     | Premiership  | 8.        | [ 16 ] |